# Fragilariophyceae
Classe
Ordres de rang inférieur
- Voir le texte

Classification phylogénétique
- Eukaryota
  - Bicontes
    - Chromoalvéolés
      - Straménopiles
        - Bacillariophyta
          - Bacillariophyceae
          - Fragilariophyceae
          - Coscinodiscophyceae

Les Fragilariophyceae sont des microalgues unicellulaires planctoniques des eaux douces et marines (de trois micromètres à un millimètre) appartenant aux diatomées.
La classe des Fragilariophyceae comprend les ordres des :
- Climacospheniales Round
- Fragilariales Silva
- Licmophorales Round
- Protoraphidales Round
- Rhabdonematales Round et Crawford
- Rhaphoneidales Round
- Striatellales Round
- Tabellariales Round
- Thalassionematales Round

## Systématique
Le nom de cette classe Fragilariophyceae est invalide et remplacé par la sous-classe des Fragilariophycidae.